# Franciszek Wawrok
Franciszek Wawrok (ur. 30 października 1881 w Friedrichsbergu, zm. 6 lipca 1921) – chorąży Wojska Polskiego, kawaler Orderu Virtuti Militari.

## Życiorys
Urodził się 30 października 1881 w Friedrichsbergu, w ówczesnym powiecie namysłowskim rejencji wrocławskiej, w rodzinie Grzegorza i Marii z domu Cichy. Osiem lat uczęszczał do szkoły powszechnej w Kamienicy. W 1897 został zatrudniony w Urzędzie Mierniczym w Namysłowie. 12 października 1900 wstąpił jako ochotnik do armii niemieckiej. Służył w 51 pułku piechoty we Wrocławiu, a następnie w 37 pułku fizylierów w Krotoszynie. W czasie służy wojskowej ukończył cztery semestry zimowe szkoły kapitulantów oraz cztery semestry szkoły wojskowej z dodatnimi wynikami przed wojskową komisją egzaminacyjną do urzędów cywilnych (grupa urzędników średnich). 20 kwietnia 1914, po zwolnieniu z wojska, został zatrudniony w Magistracie Buer (Westfalia), w charakterze asystenta. Po wybuchu I wojny światowej został zmobilizowany do 37 pułku fizylierów, w stopniu zastępcy oficera. Walczył na froncie zachodnim. W 1915 został ranny w bitwie pod Verdun. Później uczestniczył w zdobyciu fortu Vaux i bitwie pod Cambrai. W 1917, po przeniesieniu na front wschodni, został ranny pod Jabłonną.
1 czerwca 1919 wstąpił do Wojska Polskiego. 20 kwietnia 1920 w Poznaniu złożył egzamin przed Komisją egzaminacyjną dla aspirantów oficerskich i otrzymał „poświadczenie kwalifikacji naukowej do ubiegania się o stopień aspiranta oficerskiego”. W czasie wojny z bolszewikami, w stopniu chorążego, był dowódcą 12. kompanii 167 pułku piechoty, późniejszego 75 pułku piechoty. Wyróżnił się 2 czerwca 1920 w bitwie pod Rybczanami. Zaginął 4 lipca tego roku w bitwie pod Filipowem.
31 stycznia 1922 dowódca batalionu sztabowego 75 pułku piechoty, kapitan Paweł Urban we wniosku na odznaczenie Orderem Virtuti Militari napisał:

w dniu 2 VI 1920 podczas ataku III/75 pp na Rybczany, silnie umocnioną pozycję bolszewicką, gdy baon poniósłszy wielkie straty, zmuszony był wycofać się, chor. Wawrok na czele kompanii 12-tej ruchem oskrzydlającym prowadził z własnej inicjatywy atak na Rybczany i przyczynił się w pierwszym rzędzie do zdobycia tej pozycji. W dalszych walkach cechowała go duża odwaga osobista. Podczas ofensywy bolszewickiej dnia 4 VII 20 zaginął.

4 kwietnia 1924 sędzia Sądu Powiatowego w Krotoszynie Terlecki na posiedzeniu jawnym uznał Franciszka Wawroka, „zaginionego w akcji bojowej 5 lipca 1920”, za zmarłego, a jako chwilę śmierci ustalił dzień 6 lipca 1921 godzinę 24.00.
13 września 1909 ożenił się z Marią Iwańską, z którą miał dwie córki: Klarę (ur. ok. 1912) i Elwirę (ur. ok. 1914).

## Ordery i odznaczenia
- Krzyż Srebrny Orderu Wojskowego Virtuti Militari nr 5887 – 24 listopada 1922[13][14][15][16]

11 sierpnia 1924 Maria Wawrok zwróciła Order Virtuti Militari na ręce prezydenta RP motywując, że „jeżeli ma stanowić tylko dekorację, a nie uprawnia żony i dzieci sieroty do pobierania uchwalonego zań wynagrodzenia”. 17 stycznia 1935 Maria Wawrok wysłała do Kapituły Orderu Wojennego „Virtuti Militari” prośbę o zwrot orderu. 1 lipca 1935 szef Biura Kapituły Orderu Wojennego „Virtuti Militari”, podpułkownik Franciszek Sobolta przesłał Marii Wawrokowej, zam. w Inowrocławiu przy ul. Świętego Ducha 7, Order Virtuti Militari nadany jej mężowi.